# 南因镇
南因镇，是中华人民共和国河北省石家庄市元氏县下辖的一个乡镇级行政单位。

## 行政区划
南因镇下辖以下地区：
南因一街村、南因二街村、南因三街村、南因四街村、南因庄村、贾村、仝梅吕村、孟村、北凡村、南凡村、褚固村、董堡村、牛房庄村、赵堡村、东杜村、西杜村和北杜村。